# Fabrício de Souza
Fabrício de Souza (sinh ngày 5 tháng 7 năm 1982) là một cầu thủ bóng đá người Brasil.

## Sự nghiệp câu lạc bộ
Fabrício de Souza đã từng chơi cho Júbilo Iwata.

## Thống kê câu lạc bộ

### J.League
| Đội          | Năm       | J.League | J.League | J.League Cup | J.League Cup | Tổng cộng | Tổng cộng |
| Đội          | Năm       | Trận     | Bàn      | Trận         | Bàn          | Trận      | Bàn       |
| ------------ | --------- | -------- | -------- | ------------ | ------------ | --------- | --------- |
| Júbilo Iwata | 2006      | 31       | 4        | 7            | 1            | 38        | 5         |
| Júbilo Iwata | 2007      | 25       | 2        | 4            | 0            | 29        | 2         |
| Tổng cộng    | Tổng cộng | 56       | 6        | 11           | 1            | 67        | 7         |